# Mejillones
Mejillones este un oraș și comună din provincia Antofagasta, regiunea Antofagasta, Chile, cu o populație de 9.218 locuitori (2012) și o suprafață de 3803,9 km2.